# Saint-Geniez-ô-Merle
Saint-Geniez-ô-Merle is een gemeente in het Franse departement Corrèze (regio Nouvelle-Aquitaine) en telt 109 inwoners (2009). De plaats maakt deel uit van het arrondissement Tulle.

## Geografie
De oppervlakte van Saint-Geniez-ô-Merle bedraagt 15,0 km², de bevolkingsdichtheid is dus 7,3 inwoners per km².
De onderstaande kaart toont de ligging van Saint-Geniez-ô-Merle met de belangrijkste infrastructuur en aangrenzende gemeenten.

## Demografie
Onderstaande figuur toont het verloop van het inwonertal (bron: INSEE-tellingen).